# Centro Desportivo e Cultural de Montalegre
Maillots
Le Centro Desportivo e Cultural de Montalegre ou CDC Montalegre est un club de football portugais basé à Montalegre dans le nord du Portugal.
Le club évolue en troisième division (série A).

## Historique
Le club évolue en troisième division à compter de 2016.
Il obtient son meilleur classement en D3 lors de la saison 2016-2017, où il termine 5e du groupe A, avec un total de 5 victoires, 6 matchs nuls et 7 défaites. Il termine ensuite 2e du Groupe A de relégation, avec un total de 9 victoires, 1 match nul et 4 défaites.
Lors de la saison 2018-2019,le club obtient son meilleur parcours en Coupe du Portugal,en atteignant les huitièmes de finale et battus par Benfica 0 - 1.